# سرگی آندریف
سرگی آندریف (روسی: Сергей Васильевич Андреев؛ زادهٔ ۱۶ مهٔ ۱۹۵۶) بازیکن و مربی فوتبال اهل اتحاد جماهیر شوروی سوسیالیستی بود.
وی همچنین برندهٔ جوایزی همچون نشان دوستی شده‌است.
از باشگاه‌هایی که در آن بازی کرده‌است می‌توان به باشگاه فوتبال زسکا روستوف-نا-دونو، باشگاه فوتبال اوسترش، باشگاه فوتبال روستوف، و باشگاه فوتبال زوریا لوهانسک اشاره کرد.
وی در مسابقات کشوری و بین‌المللی در مجموع برندهٔ ۱ مدال برنز شده‌است.